# 呂名堯
呂名堯（1988年11月24日—），台中人，過去為台南人劇團當家演員，現為自由接案演員，參與作品跨足劇場、舞蹈及影像，並兼任戲劇講師。 女友同為劇場演員李劭婕。

## 學歷
- 國立台灣大學戲劇學系[5]
- 台北藝術大學劇場藝術創作研究所表演組

## 演出作品
| 年份 | 片名                     | 角色       |
| ---- | ------------------------ | ---------- |
| 2014 | 電影 時下暴力            |            |
| 2015 | 公視學生劇展《彌撒》     |            |
| 2016 | 警政署微電影 點數情人    |            |
| 2017 | 電影 自畫像              | Sam        |
| 2020 | 鏡子森林                 | 張崇智     |
| 2018 | 綠光劇團 再會吧 北投     | 慶龍       |
| 2019 | 綠光劇團 再會吧 北投PLUS | 慶龍       |
| 2021 | 俗女養成記2              | 看房子的人 |

## 外部連結
- 呂名堯的Facebook專頁